# Oliver Adams
Oliver Adams (n. 31 de agosto de 1990) es un ex actor estadounidense, quien interpretó a Bobby en la película American Crime en 2004. En 2002, hizo su debut en televisión en la serie Providence apareciendo junto a Seth Peterson. En ese mismo año, Adams tuvo un papel recurrente en la serie de televisión 7th Heaven donde interpretó a Jake Davis.

## Filmografía
| Año  | Título                 | Rol                             | Notas                                                           |
| ---- | ---------------------- | ------------------------------- | --------------------------------------------------------------- |
| 2002 | Providence             | Boy                             | Serie de Televisión (Episodio "Shadow Play")                    |
| 2002 | 7th Heaven             | Jake Davis                      | Serie de Televisión (5 Episodios)                               |
| 2004 | American Crime         | Bobby                           |                                                                 |
| 2006 | The Celestine Prophecy | Jugador Principal de Basketball |                                                                 |
| 2009 | Party Down             | Chad                            | Serie de Televisión (Episodio "Taylor Stiltskin Sweet Sixteen") |
| 2009 | Lincoln Heights        | Dan                             | Serie de Televisión (Episodio "Persons of Interest")            |